# Pelle Svanslös
För andra betydelser, se Pelle Svanslös (olika betydelser).
Pelle Svanslös är en fiktiv katt skapad av Gösta Knutsson som debuterade i barnradio 1937. Katten förekommer också i en serie barnböcker utgivna mellan 1939 och 1972. Utöver böckerna skrivna av Knutsson förekommer han också i datorspel, TV-serier, pjäser, filmer och har figurerat i temaparker.
2024 köpte författaren Camilla Läckberg upp rättigheterna till figuren med avsikten att skriva fler böcker och spel. Den första boken av Läckberg planeras till 2025.

## Beskrivning
Pelle Svanslös är en godhjärtad och godtrogen katt som ständigt blir lurad och mobbad av Elaka Måns och hans eftersägare Bill och Bull. Det goda segrar dock alltid och Pelle får även uppleva kärleken tillsammans med Maja Gräddnos. I de första böckerna är Pelle familjekatt i en lägenhet på Åsgränd vid Övre Slottsgatan i Uppsala hos barnen Olle och Birgitta, men då han växer upp inleder han ett samboförhållande med katten Maja i en källarglugg på samma gata.

## Andra rollfigurer

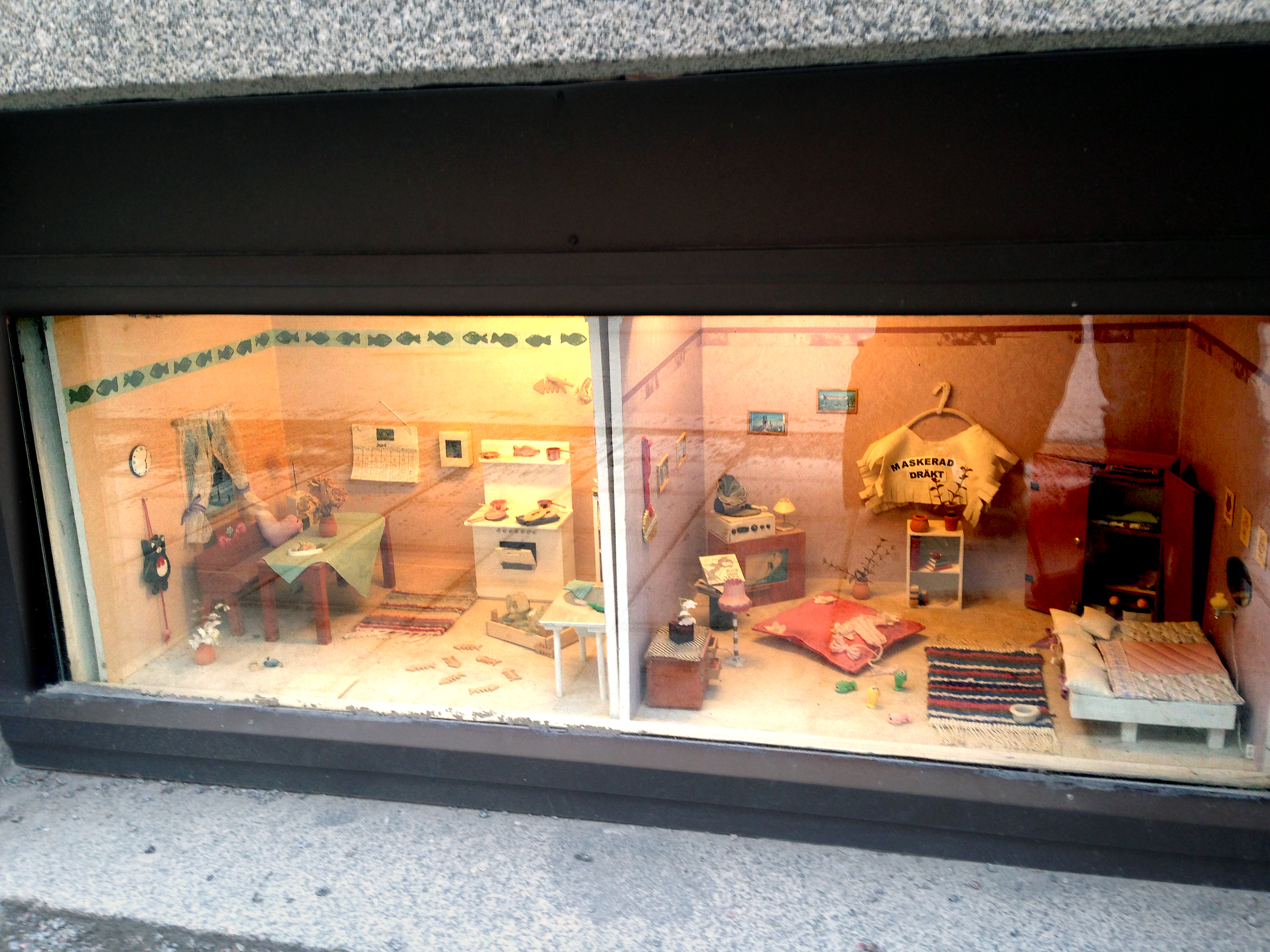
Pelle Svanslös glugg på Åsgränd i Uppsala.

De andra figurerna består i huvudsak av katter. Berättelserna om Pelle och hans vänner utspelar sig i Uppsala, och de ortnamn som ingår i många katters namn ligger också i och omkring Uppsala.
Katterna anses ofta ha verkliga förebilder. Knutsson studerade vid Uppsala universitet och var bland annat engagerad i Stockholms nation och Uppsala studentkår, och många av förebilderna kommer ur dessa sammanhang. Böckerna avsågs också vara en protest mot det dåtida stödet för nazismen som förekom i Sverige strax före och under andra världskriget, och som sådan något av en satir över sin samtid. De har översatts till flera europeiska språk.
Utöver Pelle figurerar många katter som representerar de stereotyper som finns i många småstäder.

## I olika medier

### Böcker
1. 1939 – Pelle Svanslös på äventyr

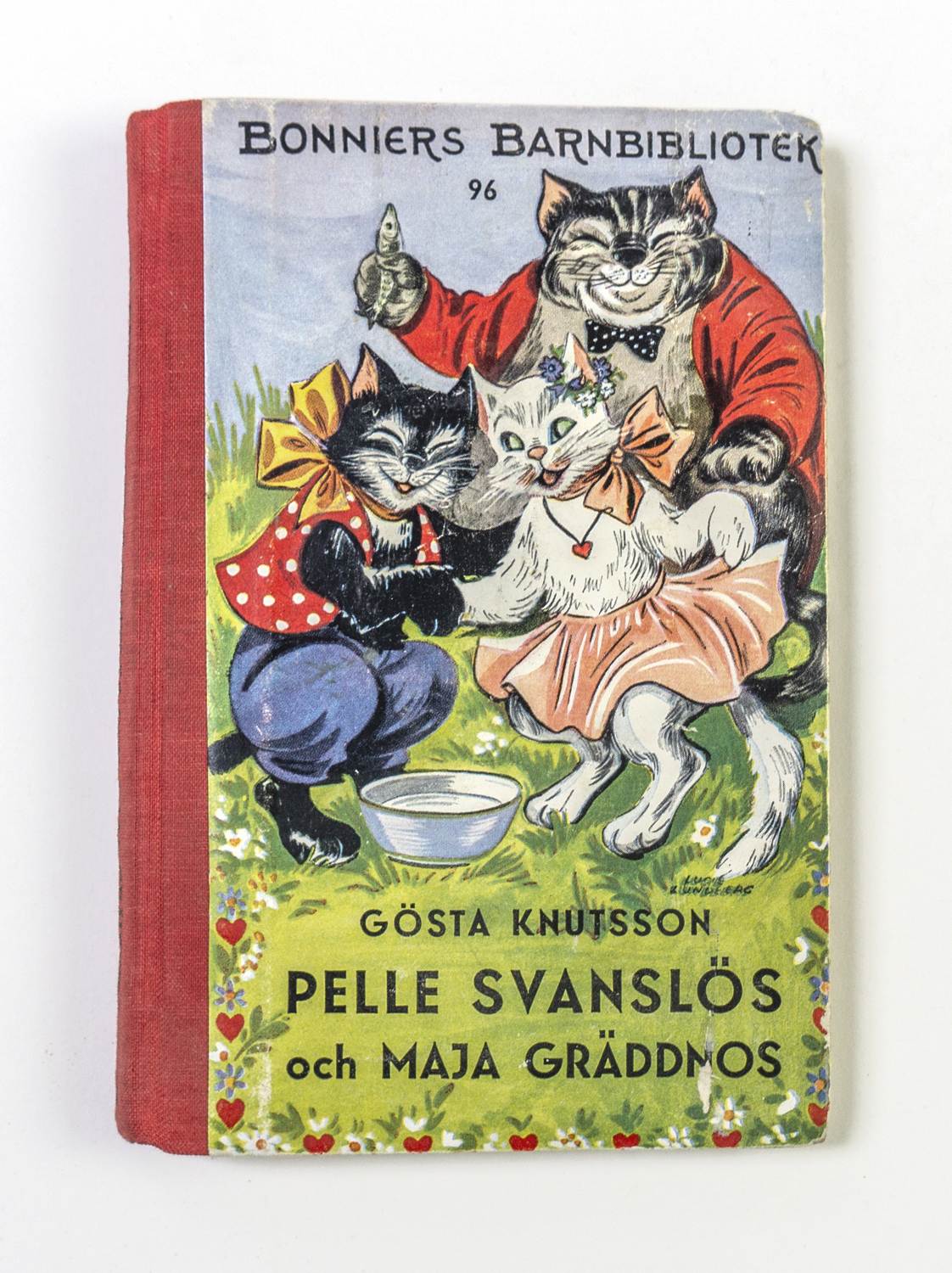
Omslag till Pelle Svanslös och Maja Gräddnos från 1947

2. 1940 – Pelle Svanslös på nya äventyr
3. 1941 – Pelle Svanslös i Amerika
4. 1942 – Pelle Svanslös klarar sig
5. 1943 – Hur ska det gå för Pelle Svanslös?
6. 1944 – Pelle Svanslös och taxen Max
7. 1945 – Pelle Svanslös i skolan
8. 1946 – Heja Pelle Svanslös
9. 1947 – Pelle Svanslös och Maja Gräddnos
10. 1948 – Trillingarna Svanslös
11. 1951 – Alla tiders Pelle Svanslös
12. 1957 – Pelle Svanslös och julklappstjuvarna (nyutgiven som Pelle Svanslös räddar julen[5])
13. 1972 – Pelle Svanslös ger sig inte

Alla böcker illustrerades av Lucie Lundberg förutom den sista som illustrerades av Lisbeth Holmberg-Thor.
Pelle Svanslös har även figurerat i bilderböcker, som tecknad serie i två versioner och utkom i en egen serietidning 1965–1972. Serietidningen påbörjade reprisering under tidigt 1990-tal men lades ganska snart ner.[källa behövs]

### Teater
En barnopera, Pelle Svanslös, med musik av Erland von Koch presenterades år 1949 på Kungliga Teatern i Stockholm. Den har sedan spelats ända fram till år 2001. År 1990 filmades uppsättningen in och visades i SVT, med Mark Bartholdsson som Pelle Svanslös, Iwa Sörenson som Maja Gräddnos och Magnus Lindén som elaka Måns.

### Film och TV
Pelle Svanslös gjordes som tecknad film 1981 där Ernst-Hugo Järegård gav röst åt Elaka Måns, samt en uppföljare 1985. En julkalender gick i teaterform i SVT 1997, med Björn Kjellman i rollen som Pelle. Efter framgången med den gjordes en långfilm med titeln Pelle Svanslös och den stora skattjakten 2000.
- 1964–1965 – Pelle Svanslös (TV-serie)
- 1981 – Pelle Svanslös, animerad film i regi av Jan Gissberg och Stig Lasseby
- 1985 – Pelle Svanslös i Amerikatt, animerad film i regi av Jan Gissberg och Stig Lasseby
- 1997 – Pelle Svanslös, TV-julkalender i regi av Mikael Ekman
- 2000 – Pelle Svanslös och den stora skattjakten, spelfilm i regi av Mikael Ekman
- 2020 – Pelle Svanslös, animerad film i regi av Christian Ryltenius

### Datorspel
- 1999 – Pelle Svanslös och kattmästerskapen[7][8]

## I kulturen i övrigt

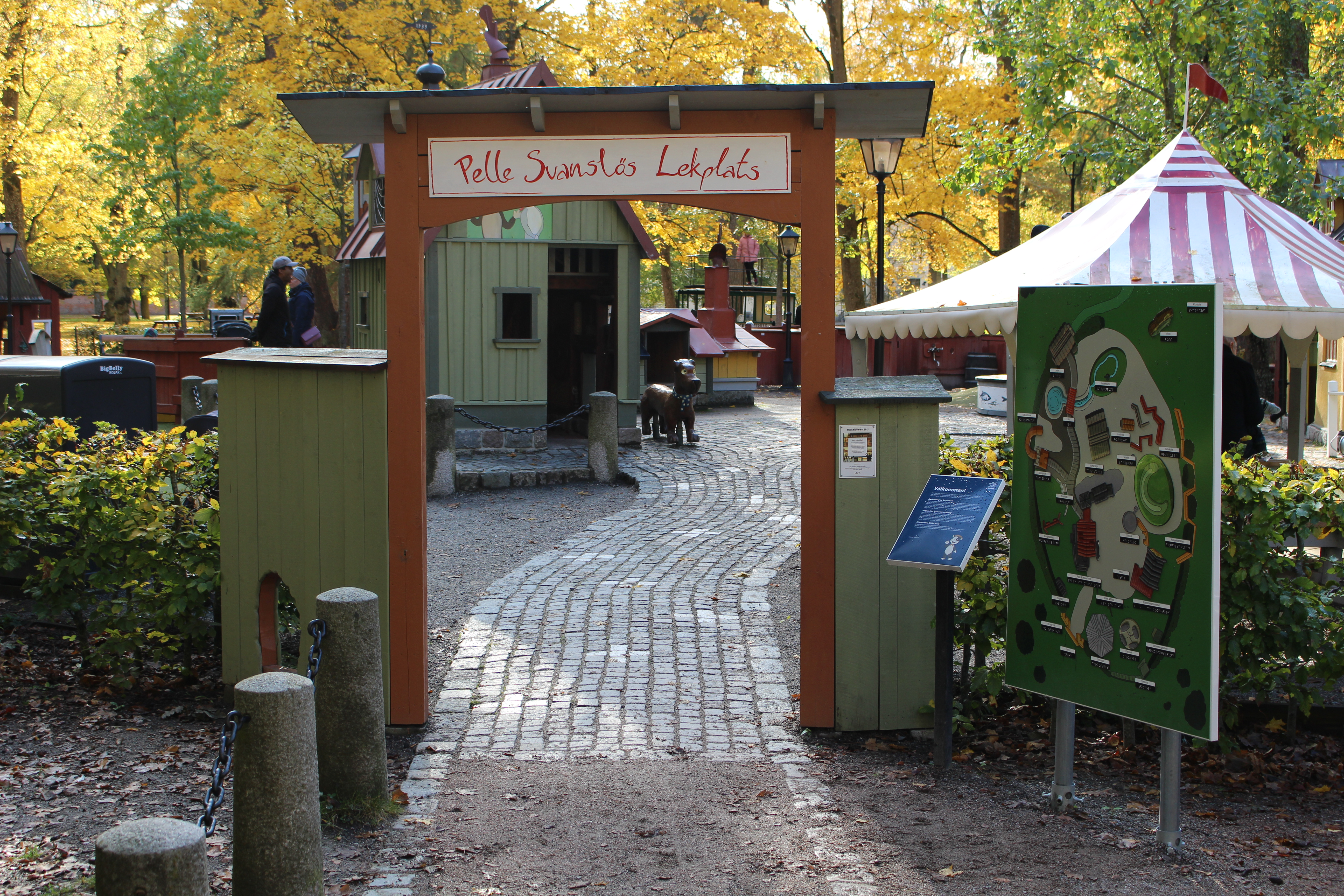
Entrén till lekplatsen i Carolinaparken.

I Carolinaparken i Uppsala finns sedan 2014 en lekpark med Pelle Svanslös-tema.
Sommaren 2022 öppnades flera attraktioner på nöjesfältet Furuviksparken med Pelle Svanslös-tema.
I den allsvenska hemmapremiären mot Djurgårdens IF 2023 gestaltades Pelle Svanslös och Maja Gräddnos i ett tifo-arrangemang av Sirius-supportrar.[källa behövs]